# Дардские языки
Дардские языки — одна из групп индоарийских языков. Распространены среди дардских народов, населяющих горные и предгорные районы на севере Афганистана, Пакистана и Индии. Число говорящих свыше 5 млн чел. (оценка, 1990-е гг.).
В прошлом некоторые учёные считали дардские языки отдельной ветвью индоиранских языков, равноудалённой от иранской и индоарийской ветвей, но эта точка зрения была отвергнута. По мнению А. Когана, дардские языки не относятся к собственно индоарийским, но составляют с ними ближайшее родство.

## Классификация
Согласно последним исследованиям, дардские языки подразделяются на 5 подгрупп.
Подгруппа пашаи
Либо один язык, либо четыре языка
- северо-восточный пашаи
- северо-западный пашаи
- юго-восточный пашаи
- юго-западный пашаи

Кунарская подгруппа (печская)
- гавар (гавар-бати, нарсати)
- глангальский язык (глангали)
- нингалами †
- шумашти

Читральская подгруппа (кховаро-калашская)
- язык кховар
  - наречие киви
- калашский язык

Подгруппа тирахи
один язык тирахи, по одним признакам близкий кунарской группе, по другим восточнодардской
Восточнодардская подгруппа
- кохистанская (центральная, кохистани) подгруппа
  - сватская (западная) микрогруппа (Swat Kohistani)
    - торвали
    - башкарик (гарви, дири, гаври, калам-кохистани)
    - катаркалаи (вотапури)
    - калкоти

  - майянская (восточная, индская) микрогруппа (Indus Kohistani)
    - майян (горский кохистани)
    - батери
    - чилиссо
    - габаро (говро)
- шина-пхалурская подгруппа
  - шина (язык)
    - брокскат

  - пхалура (палола, дангарик)
    - сави

  - ушоджи
- кашмирская подгруппа
  - кашмири
    - каштавари
    - погули

Язык думаки, ранее включавшийся в подгруппу шина-пхалура, теперь не включается в состав дардских языков.
Ранее в состав дардских языков включались и нуристанские языки. Но сейчас очевидно, что их близость является следствием близкого соседства и носит типологический характер.